# Breite Straße 35 (Quedlinburg)

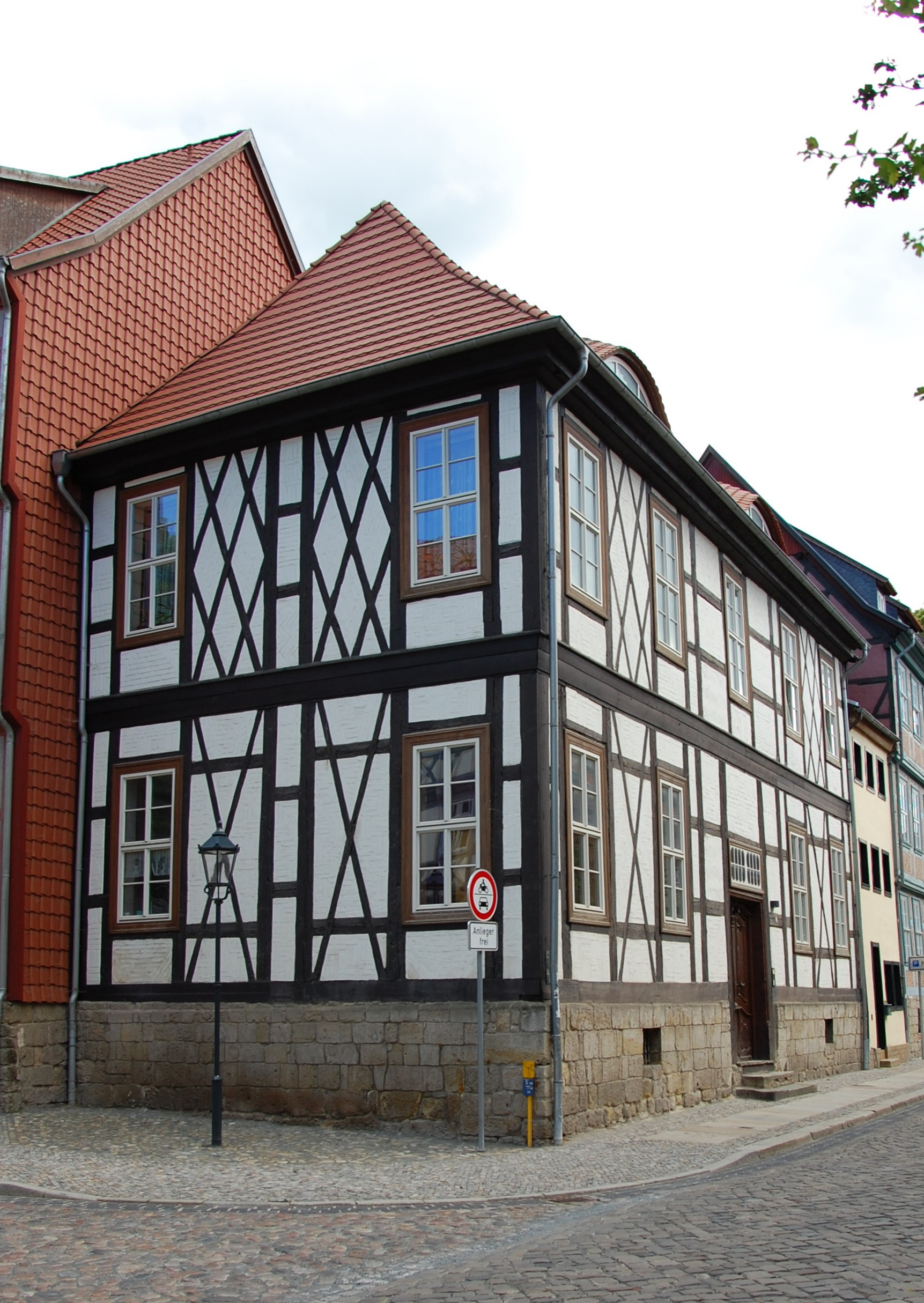
Haus Breite Straße 35

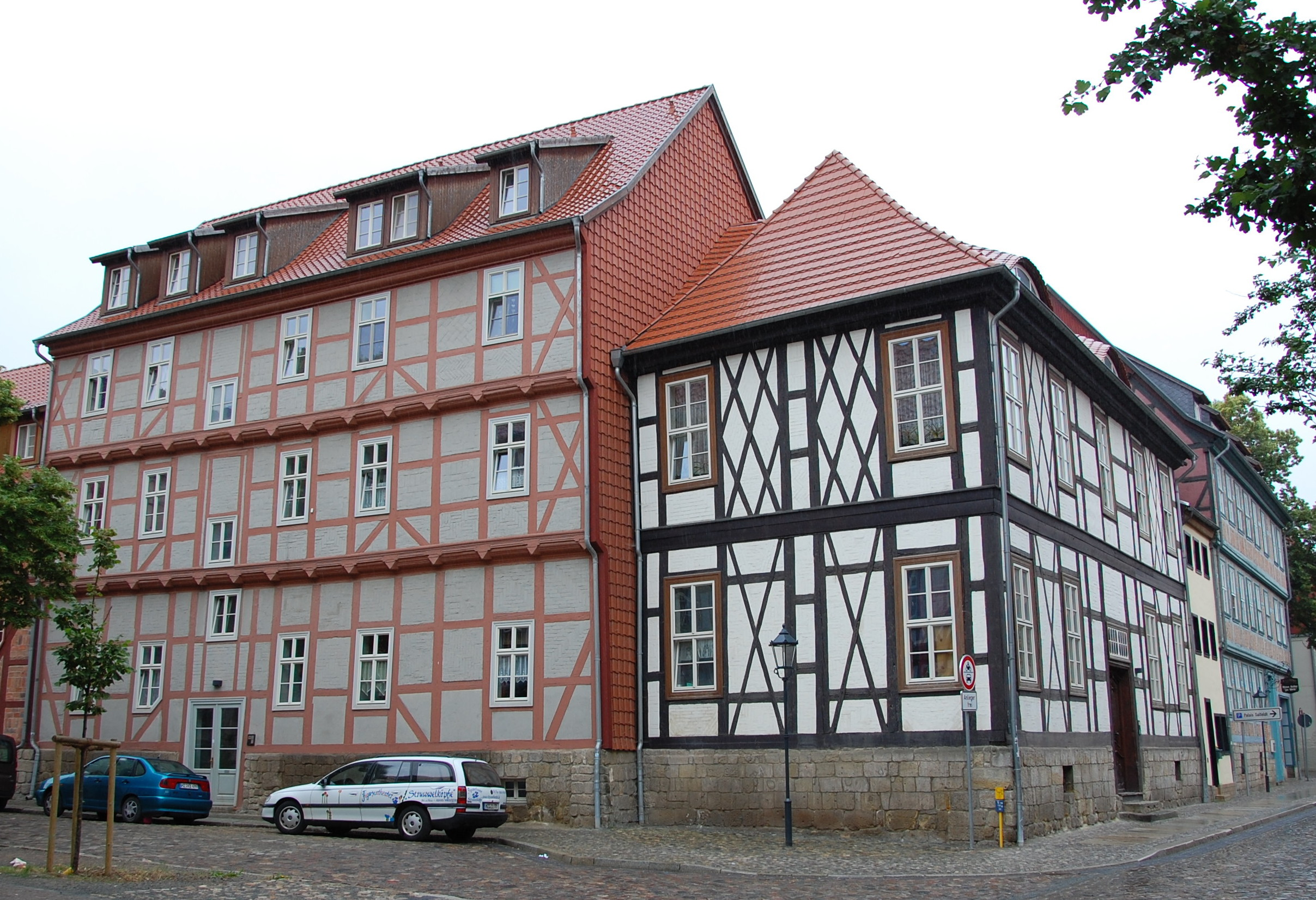
Links der Nordflügel

Das Haus Breite Straße 35 ist ein denkmalgeschütztes Gebäude in der Stadt Quedlinburg in Sachsen-Anhalt.

## Lage
Das Gebäude befindet sich nördlich des Marktplatzes der Stadt in einer Ecksituation an der Einmündung der Schulstraße auf die Breite Straße und gehört zum UNESCO-Weltkulturerbe. Im Quedlinburger Denkmalverzeichnis ist es als Kaufmannshof eingetragen.

## Architektur und Geschichte
Das Anwesen entstand im 17. und 18. Jahrhundert in Fachwerkbauweise und ist weitgehend original erhalten. Bemerkenswert ist die wuchtig wirkende barocke Hauseingangstür sowie die ebenfalls barocke Treppe.
An der Nordseite des Grundstücks zieht sich entlang der Schulstraße ein dreigeschossiger, im Jahr 1668 entstandener Fachwerkfügel. Die Gefache sind mit Zierausmauerungen versehen. Darüber hinaus bestehen Brüstungsstreben und die Fachwerkfigur des Halben Manns.
Ein Ostflügel wird aus zwei Wirtschaftsgebäuden gebildet.